# Социалистическое движение за интеграцию
Социалистическое движение за интеграцию (алб. Lëvizja Socialiste për Integrim) — социал-демократическая политическая партия Албании. На выборах в июле 2005 года она получила пять мест в парламенте. На парламентских выборах 2009 года в Албании партия получила четыре места и в союзе с Демократической партией сформировала правительство, в котором лидер партии Илир Мета занимал должность министра иностранных дел и заместителя премьер-министра.
Несмотря на прежнюю связь с Социалистической партией Албании (партия была основана бывшими активистами СПА), с конца 2010-х гг. СДИ является жёстким оппонентом социалистов.